# Anthaxia puchneri
Anthaxia puchneri es una especie de escarabajo del género Anthaxia, familia Buprestidae. Fue descrita científicamente por Bílý & Sakalian en 2014.

## Distribución
Se distribuye por África: Angola.